# پل کان تو
پل کان تو (ویتنامی: Cầu Cần Thơ) یک پل کابلی در شهر کان تو ویتنام است که بر روی رودخانه باساک، بزرگترین شاخابه رود مکونگ، بنا شده است.